# Piața Sudului (métro de Bucarest)
Piața Sudului est une station de métro roumaine de la ligne M2 du métro de Bucarest. Elle est située près de la Piața Sudului, sur Șoseaua Berceni, dans le quartier Berceni, Sector 4 de la ville de Bucarest.
Elle est mise en service en 1986.
Exploitée par Metrorex elle est desservie par les rames de la ligne M2 qui circulent quotidiennement entre 5 h 0 et 23 h 0 (heure de départ des terminus). Une station du tramway de Bucarest et des arrêts d'autobus sont à proximité.

## Situation sur le réseau
Établie en souterrain, la station Piața Sudului est située sur la ligne M2 du métro de Bucarest, entre les stations Constantin Brâncoveanu, en direction de Pipera, et Apărătorii Patriei, en direction de Berceni.

## Histoire
La station « Piața Sudului » est mise en service le 24 janvier 1986, lors de l'ouverture à l'exploitation du tronçon, long de 9,96 kilomètres, de Piața Unirii 2 à Depoul IMGB (ancien nom de Berceni).

## Service des voyageurs

### Accueil
La station dispose de deux bouches sur Șoseaua Berceni au croisement avec Șoseaua Oltenitei au sud-ouest de la Piața Sudului. Des escaliers, ou des ascenseurs pour les personnes à mobilité réduite, permettent de rejoindre la salle des guichets et des automates pour l'achat des titres de transport (un ticket est utilisable pour un voyage sur l'ensemble du réseau métropolitain).

### Desserte
À la station Piața Sudului la desserte quotidienne débute avec le passage de la première rame, partie du terminus le plus proche à 5 h 0 et se termine avec le passage de la dernière rame, partie du terminus le plus éloigné à 23 h 0.

### Intermodalité
Des arrêts de transports en commun sont situés à proximité : la station Soseaua Berceni du tramway de Bucarest (ligne 11) et des arrêts de bus (lignes 634, N103 et N124).